# Helsinki
Helsinki eller Helsingfors (svensk:  Helsingfors ?; nordsamisk: Helsset) er Finlands hovedstad og største by. Byen ligger i landskabet Nyland (finsk: Uusimaa) i Sydfinland ved Finske Bugt. Helsinki har 675.747(2024) indbyggere, mens den større hovedstadsregion har 1,4 millioner indbyggere. Helsinki ligger 80 kilometer nord for Tallinn (Estland), 400 kilometer øst for Stockholm (Sverige), og 390 kilometer vest for Sankt Petersborg (Rusland). Helsinki har tætte historiske bånd til alle tre byer.
Hovedstadsregionen består af byområderne Helsinki, Espoo, Vantaa (finsk: Vantaa) og Kauniainen, samt nærliggende pendlerbyer. Det er det nordligste byområde i verden, som har over en million indbyggere, og det er den nordligste hovedstad i EU. Storhelsinki er det 3. største storbyområde i Norden næstefter Stockholm og København, mens selve byen Helsinki er den 3. største næstefter Stockholm og Oslo. Helsinki er Finlands politiske, uddannelsesmæssige, finansielle, kulturelle og videnskabelige centrum såvel som en af Nordeuropas vigtigste byer. 75 % af de udenlandske virksomheder, som virker i Finland, holder til i Helsinki. Den nærliggende by Vantaa er hjemsted for Helsinki Lufthavn, der har daglige afgange til store dele af Europa og Asien.
I 2009 kårede International Council of Societies of Industrial Design (Icsid) Helsinki til Verdens Designhovedstad 2012. Byen var ramme om Sommer-OL i 1952 og det 52. Eurovision i 2007.
I 2011 kårede Monocle Helsinki til at være verdens bedste by at bo i. The Economist kårede i 2016 Helsinki til at være den 9. bedste by at bo i ud af 140 byer.

## Navn
Byens svenske navn Helsingfors kommer fra navnet på sognet Helsinge og Helsingån (nuværende Vantaa å), som var det sidste vandløb før havet, hvor byen grundlagdes. Forstavelsen Helsing(e)- er omdiskuteret: En tolkning af navnet fra 1630'rne går ud på, at byen blev opkaldt efter "hälsinger" fra den svenske landsdel Hälsingland, der i 1300-tallet bosatte sig ved den Finske Bugt; en anden at navnet kommer af åens "hals" – det smalle sted som udgjorde vandløbet. Samme navneled genfindes i Helsingborg og Helsingør, som begge har tilknytning til et smallere havområde. Helsingfors forkortes ofte H:fors.
På finsk hedder byen Helsinki, som siden 1900-tallet er blevet anvendt på de fleste andre sprog. Navnet er den finske oversættelse af Helsinge. På Helsinki-slang kaldes byen Stadi, af det svenske ord stad (by). Specielt uden for Helsinki kaldes byen for Hesa. Stadi(n) og Hesa anvendes også på finlandssvensk. På nordsamisk hedder Helsingfors Helsset.
Finlands sprognævn (Institutet för de inhemska språken) anbefaler, at man på de skandinaviske sprog (som dansk) anvender svenske stednavn, medmindre der findes et andet etableret stednavn på det pågældende sprog. Nu til dags er den finske form, Helsinki, imidlertid det oftest brugte navn på dansk.

## Historie

### Under svensk styre
Helsinki grundlagdes den 12. juni 1550 af Gustav Vasa som en rival til hansestaden Tallinn. Byen blev grundlagt i Helsinge Sogn nær udløbet af Vantaa å længst inde i Gammelstadsviken. Byen voksede dog ikke i den grad, der var ønsket, og kongens ordrer ændrede intet på de handelstraditioner og -ruter, der var etableret siden middelalderen. Da Sverige i 1561 erobrede Estland og dermed Tallinn, fik byen endnu mindre betydning.
Det russiske kejserdømmes magtovertagelse og grundlæggelsen af byen Sankt Petersborg i 1703 påvirkede Helsinki mærkbart. Den Store Ufred gik hårdt ud over byens indbyggere: i 1710 kom pesten, som dræbte størstedelen af befolkningen. I 1713 brændte den russiske hær byen ned, og til sidst belejrede de russiske tropper Helsinki i 1713-1721. Byen udvikledes ikke efter krigen. Efter Sverige havde tabt Hamina-fæstningen i den russisk-svenske krig (1741-1743) til Rusland, begyndte man at bygge en stor, ny søfæstning uden for Helsinki. Planerne for Suomenlinna, på svensk Sveaborg, blev lagt af grev Augustin Ehrensvärd, og bygningsarbejdet øgede byens indbyggertal kraftigt, og flere huse og herregårde blev grundlagt omkring byen.
Som følge af Napoleons og Alexander I's magtkamp blev Sverige inddraget i krigen mod Rusland i 1808. Russerne erobrede Helsinki i 1808, og en brand forårsagede store ødelæggelser. I foråret 1809 kapitulerede Suomenlinna, og Finland blev en del af Rusland efter freden i Fredrikshamn.

### Under russisk styre
Tsar Alexander I besluttede i 1812, at Helsinki med 4.000 indbyggere skulle være hovedstad i storfyrstendømmet Finland. Han ville lave afstand mellem Finland og Sverige og lod derfor ikke Finlands største by, Turku, være hovedstaden. Den tyske arkitekt Carl Ludvig Engel udvalgtes efter branden til at planlægge et nyt Helsinki i en stil, der var en russisk administrationsby værdig. Byplanen blev udført af helsinkieren Johan Albrecht Ehrenström.
Efter Turkus brand i 1827 flyttede universitet fra Turku til Helsinki og fik navnet Kejserlige Alexandersuniversitetet, senere Helsingfors Universitet. Byen udvikledes til en administrations-, universitets- og garnisonsby og voksede til et industrielt centrum. Jernbaneforbindelser byggedes til Hämeenlinna i 1862 og til Sankt Petersborg i 1870. Indbyggertallet overskred 100.000 i begyndelsen af 1900-tallet. Under første verdenskrig byggedes tre befæstningszoner omkring Helsinki som en del af forsvaret af Sankt Petersborg.

### Det selvstændige Finlands hovedstad
Helsinki blev hovedstad i det selvstændige Finland efter selvstændighedsaftalen af 6. december 1917. Den finske borgerkrig mellem socialistiske partier, de røde, og det konservative styre, de hvide, begyndte allerede næste måned, den 27. januar 1918, da en rød lygte tændtes i arbejderhusets tårn i Hakaniemi. De røde overtog hurtigt byen, og regeringen flyttede til Vaasa. Den 8. april flyttede den røde ledelse til Vyborg, og den 12. – 13. april erobrede tyske tropper, der støttede regeringen, Helsinki. Den af Carl Gustaf Mannerheim ledede finske armé kom til byen den 16. april. Efter borgerkrigen fungerede Suomenlinna som fangelejr for røde fanger.
Under 2. verdenskrig blev Helsinki bombarderet flere gange. De største skader skete under storbombardementet under fortsættelseskrigen, men skaderne var små i forhold til andre krigsramte lande. Helsinki, London og Moskva var de eneste hovedstæder i de krigsførende europæiske lande, som aldrig blev erobret under krigen.
På trods af at 1900-tallets første halvdel havde været en meget voldsom tid for Helsinki, fortsatte byen med at udvikle sig. Efterkrigstidens urbanisering kom i 1970'erne, hvilket var sent i europæisk sammenhæng. Den førte til en tredobling af befolkningen i storbyområdet og gjorde Helsinki til et af de hurtigst voksende byområder i EU i 1990'erne.
Helsinki skulle have været vært for de Olympiske Lege i 1940, men legene blev aflyst på grund af krigen. De olympiske lege blev i stedet afholdt i Helsinki i 1952. I 1975 blev den europæiske sikkerhedskonference afholdt i Finlandiahuset med statsoverhoveder fra 35 lande. I 1982 blev Helsinkis metro åbnet, og i 2000 var Helsinki en af Europas kulturhovedstæder.

## Geografi
Helsinkis areal er 686 km², hvoraf kun 186 km² er land, mens de 500 km² er vandområder. Helsinki har 315 øer og en strandlinje på 98 km. På grund af store udfyldninger har strandlinjen ændret sig kraftigt de seneste 200 år. Der findes ingen vandområder i byen, som kan klassificeres som søer.
Der er 3.724 hektar skovområder, 987 hektar parker og cirka 800 hektar dyrket jord i byen. Parkerne varierer fra små, klassisk formgivne parker i byens centrum til store parker mere eller mindre i naturtilstand i byens udkant. Det største egentlige parkområde er Helsinki Centralpark, som strækker sig 10 km gennem byen i nord-sydlig retning. I Finlands hovedstad er der 42 jagtområder, hvis areal når op på ca. 770 hektarer. Helsinkis symbolplante er lønnen, og symboldyret er egernet.
Helsinkis geografiske midtpunkt ligger i Viikki i Vanhankaupunginlahti tæt på en holm, som hedder Granskäret. Det højest beboede punkt i Helsinki med blandt andet lejlighedskomplekser, ligger ved Jakomäki 59,5 meter over havet. Helsinkis højeste punkt er Malmgårdstoppen ved Malminkartano, som blev skabt ved at overskudsjord deponeredes der mellem 1976 og 1996. Højen rejser sig op til 90 meter over havet. På toppen findes miljøkunstværket Tuulet ja suunnat (finsk for "Vind og retninger"). Helsinkis naturlige højdepunkt er ved den nordlige del af Kivikko-rekreationsområdet, syd for Porvoonväylä, ved en natursti. Dette sted er i en højde af 62 meter over havet.

### Geografisk udbredelse
Helsinki blev grundlagt i år 1550 oprindeligt ved Koskela-området ved udmundingen af Vantaa å ved Helsingeforsen. 90 år senere flyttede byen længere sydpå til Estnäs for at skibe lettere kunne sejle til byen. Det omkringliggende område forblev en del af Helsinge sogn.
I 1920'erne blev flere nye kommuner og købstæder grundlagt i nærheden af Helsinki. En del af dem, Huopalahti, Kulosaari, Oulunkylä og Haaga, tillagdes Helsinki under den store sammenlægning i 1946, hvor også store dele af landkommunen Helsinki blev sluttet til byen. De seneste udvidelser skete i 1966, hvor Vuosaari tilsluttedes fra Helsinki landkommune, og i 2009, hvor en del af Östersundom tilsluttedes fra Sipoo kommune.

### Klima
Helsinki ligger i zonen mellem hav- og kontinentalklima: vintrene er ret milde, mens somrene er varme. Dog ikke så varme som længere inde i landet. Vinden gør, at klimaet virker koldere end længere inde i landet.
Gennemsnitstemperaturen (1970-2000) i Helsinki er 5,6 °C. I gennemsnit regner det 642 mm per år. År 2006 var den koldeste måned februar (-7,9 °C) og den varmeste juli (18,9 °C).

### Bydele i Helsinki
Ifølge byplanen har Helsinki 54 bydele, som opdeles i mindre delområder. Udover bydelsinddelingen har man inddelt byen i distrikter for at underbygge byens administration. Distriktsinddelingen følger bydelsgrænserne, men forskellige delområder kan høre til forskellige distrikter.
Helsinki bykerne udgør området, som hørte til byen før 1946, det vil sige bydelene 1-27. Numrene her betegnes som bykernen og betyder først og fremmest de centrale bydele, som ikke regnes som forstæder.
| Eteläinen suurpiiri: 1. Kruununhaka \| 2. Kluuvi \| 3. Kaartinkaupunki \| 4. Kamppi \| 5. Punavuori \| 6. Eira \| 7. Ullanlinna \| 8. Katajanokka \| 9. Kaivopuisto \| 13. Etu-Töölö \| 14. Taka-Töölö \| 20. Länsisatama (Ruoholahti; Salmisaari; Lapinlahti; Jätkäsaari; Munkkisaari) \| 31. Lauttasaari \| 52. Suomenlinna                                                                         |
| Läntinen suurpiiri: 15. Meilahti \| 16. Ruskeasuo \| 18. Laakso \| 29. Haaga (Etelä-Haaga; Kivihaka; Pohjois-Haaga; Lassila) \| 30. Munkkiniemi (Vanha Munkkiniemi; Kuusisaari; Lehtisaari; Munkkivuori; Niemenmäki; Talinranta) \| 32. Konala \| 33. Kaarela (Kannelmäki; Maununneva; Malminkartano; Hakuninmaa) \| 46. Pitäjänmäki (Pajamäki; Tali; Reimarla; Marttila; Pitäjänmäen teollisuusalue) |
| Keskinen suurpiiri: 10. Sörnäinen \| 11. Kallio (Siltasaari; Linjat; Torkkelinmäki) \| 12. Alppiharju (Harju; Alppila) \| 17. Pasila (Länsi-Pasila; Pohjois-Pasila; Itä-Pasila; Keski-Pasila) \| 21. Hermanni \| 22. Vallila \| 23. Toukola \| 24. Kumpula \| 25. Käpylä \| 26. Koskela \| 27. Vanhakaupunki                                                                                          |
| Pohjoinen suurpiiri: 28. Oulunkylä (Pirkkola; Maunula; Metsälä; Patola; Veräjämäki; Maunulanpuisto; Veräjälaakso) \| 34. Pakila (Länsi-Pakila; Itä-Pakila) \| 35. Tuomarinkylä (Paloheinä; Torpparinmäki; Tuomarinkartano; Haltiala) |
| Koillinen suurpiiri: 36. Viikki (Viikinranta; Latokartano; Viikin tiedepuisto; Viikinmäki) \| 37. Pukinmäki \| 38. Malmi (Ylä-Malmi; Ala-Malmi; Pihlajamäki; Tattariharju; Malmin lentokenttä; Pihlajisto) \| 39. Tapaninkylä (Tapaninvainio; Tapanila) \| 40. Suutarila (Siltamäki; Tapulikaupunki; Töyrynummi) \| 41. Suurmetsä (Puistola; Heikinlaakso; Tattarisuo; Jakomäki)                      |
| Kaakkoinen suurpiiri: 19. Mustikkamaa–Korkeasaari \| 42. Kulosaari \| 43. Herttoniemi (Länsi-Herttoniemi; Roihuvuori; Herttoniemen teollisuusalue; Herttoniemenranta) \| 44. Tammisalo \| 48. Vartiosaari \| 49. Laajasalo (Yliskylä; Jollas; Tullisaari; Tahvonlahti; Hevossalmi) \| 50. Villinki \| 51. Santahamina \| 53. Ulkosaaret (Länsisaaret; Itäsaaret; Aluemeri)                            |
| Itäinen suurpiiri: 45. Vartiokylä (Vartioharju; Puotila; Puotinharju; Myllypuro; Marjaniemi; Roihupellon teollisuusalue; Itäkeskus) \| 47. Mellunkylä (Kontula; Vesala; Mellunmäki; Kivikko; Kurkimäki) \| 54. Vuosaari (Keski-Vuosaari; Nordsjön kartano; Uutela; Meri-Rastila; Kallahti; Aurinkolahti; Rastila; Niinisaari; Mustavuori)                                                             |

## Demografi
Helsinki har 564.908 indbyggere (31. januar 2007), af hvilke 6,2 % (ca. 35.000 personer) er svensksprogede, såkaldte finlandssvenskere. Kvinder udgør en større del af befolkningen end mænd (53,4 %) sammenlignet med resten af landet (51,1 %). Helsinkis befolkningstæthed er 3.048 personer per km² (kun indregnet landområder). Den forventede levetid i Helsinki er 76,8 år (mod 78,5 år i hele Finland). Befolkningen i den samlede hovedstadsregion, som blandt andre indbefatter storbyerne Vantaa og Espoo, er på op mod 1,1 millioner indbyggere.
Den indre migration (fra andre dele af Finland) sker ofte med Helsinki som første mål, hvilket vil sige, at hvis én vælger at flytte fra sin hjemby i Finland, gør personen det for at flytte til hovedstaden. Desuden kommer tilflyttere fra udlandet, der kommer til Finland for at arbejde eller studere, oftest til Helsinki i første omgang. Der er dog et migrationsunderskud i forhold til resten af hovedstadsregionen.

### Indvandrere og efterkommere
Antallet af udenlandske statsborgere i Helsinki udgør 9,5 % af befolkningen. Personer med udenlandsk baggrund udgør 15,6 %. De fleste indvandrere kommer fra Estland, Rusland og Somalia. En tredjedel af Finlands indvandrere bor i Helsinki. En fjerdedel af alle personer med et fremmed modersmål taler russisk som det kan aflæses af tabellen nedenfor.
| Sprog i Helsinki | Antal   |
| ---------------- | ------- |
| Finsk            | 508.571 |
| Svensk           | 36.361  |
| Russisk          | 18.163  |
| Estisk           | 11.472  |
| Somali           | 10.225  |
| Arabisk          | 6.783   |
| Engelsk          | 6.431   |
| Kinesisk         | 3.531   |
| Kurdisk          | 3.362   |
| Spansk           | 2.850   |
| Persisk          | 2.613   |
| Vietnamesisk     | 2.274   |

### Beboelse
I Helsinki bor man mere trangt og dyrere end i resten af Finland. Helsinkierne havde i år 2004 gennemsnitligt 33,7 m² beboelsesareal per person, hvorimod tallet på landsplan var 37,1 m². Gennemsnitslejen var i Helsinki 10,9 €/m² i år 2006 (hele landet 8,6 €/m²) og gennemsnitsprisen på en andelslejlighed var 3.124 €/m² (hele landet 1.861 €/m²). Flere helsinkier bor til leje (53,4 %) end ejer egen lejlighed (46,6 %). Singlelejligheder er meget udbredte, næsten hver anden husholdning (49 %) består af kun en person. Der bor mange studerende i Helsinki.

### Den demografiske udvikling
Befolkningsantallet begyndte at vokse kraftigt, efter Helsinki blev Finlands hovedstad i 1812. Tilvæksten fortsatte – bortset fra under den finske borgerkrig – helt frem til 1960'erne, hvor "flugten fra landet" fordoblede Helsinkis befolkning på 20 år.
Tilvæksten stilnede af i 1980'erne og sank tilmed en anelse, fordi folk flyttede til nabokommunerne. I 1990'erne voksede befolkningen for igen at mindskes en smule i begyndelsen af 2000'erne. De vigtigste nye boligområder er Jätkäsaari, Kalasatama, Keski-Pasila og Kruunuvuorenranta.
Helsinki havde frem til 1890'erne en finlandssvensk majoritet, men på grund af urbaniseringen og den medfølgende tilflytning fra finske landområder mindskedes de svensksprogedes relative andel betydeligt. I år 1870 var sprogfordelingen følgende: svensk 57 %, finsk 25,9 %, russisk 12,1 %, tysk 1,8 % og øvrige 3,2 %. I 1890 var andelen af svensk- og finsktalende næsten lige stor: 45,6 % mod 45,5 %. I dag er ca. 86 % af befolkningen finsksprogede, 6 % svensksprogede mens ca. 8 % har et andet sprog som modersmål.
| År         | 1810  | 1830   | 1850   | 1880   | 1900   | 1925    | 1950    | 1970    | 1990    | 2000    | 2006    | 2017    |
| Indbyggere | 4.070 | 11.100 | 20.700 | 43.300 | 93.600 | 209.800 | 368.519 | 525.677 | 490.691 | 551.123 | 559.046 | 642 045 |

## Administration
Byfuldmægtige er det højeste besluttende organ i Helsinki. Byfuldmægtige tager beslutninger om byens vigtigste økonomiske spørgsmål og delegerer beslutningsret til andre organer, såsom stadsstyrelsen, kommissionerne og direktionerne, samt til tjenesteindehavere. Dets 85 medlemmer vælges for en periode på fire år.
Helsinkis stadsstyrelse har til opgave at lede byens forvaltning, forberedelse af byfuldmægtiges sager, iværksætte fuldmægtiges beslutninger, overvåge gyldigheden i fuldmægtiges beslutninger samt føre byens sag. Medlemmerne i bestyrelsen vælger blandt fuldmægtige for en periode på to år.
Helsinkis stadsdirektør leder under stadsstyrelsen byens forvaltning, husholdning og øvrige virksomhed. Stadsdirektøren får desuden titlen som overborgmester. Byen har også fire hjælpende stadsdirektører, som hver for sig har ansvar for byplanlægning og ejendomme, uddannelse og personale, bygninger og miljø, samt social- og sundhedspleje.

### Helsinki stadsdirektører
Stadsdirektører fra 1921. Præsidenten har uddelt stadsdirektørerne titlen overborgmester siden 1930.
| Stadsdirektør       | Født – død | Embedsperiode | Parti                  |
| ------------------- | ---------- | ------------- | ---------------------- |
| Arthur Castrén      | 1866-1946  | 1921-1930     | Ungfinska partiet      |
| Antti Tulenheimo    | 1879-1952  | 1930-1944     | Samlingspartiet        |
| Eero Rydman         | 1889-1963  | 1944-1956     | Framstegspartiet       |
| Lauri Aho           | 1901-1985  | 1956-1968     | Samlingspartiet        |
| Teuvo Aura          | 1912-1999  | 1968-1979     | De Frisinnades Förbund |
| Raimo Ilaskivi      | 1928-      | 1979-1991     | Samlingspartiet        |
| Kari Rahkamo        | 1933-      | 1991-1996     | Samlingspartiet        |
| Eva-Riitta Siitonen | 1940-      | 1996-2005     | Samlingspartiet        |
| Jussi Pajunen       | 1954-      | 2005-         | Samlingspartiet        |

## Økonomi
Hovedstadsregionen er en af de hurtigst voksende storbyregioner i EU. Helsinki er med sin børs og "bankgade" Aleksanterinkatu Finlands finanscentrum. De fleste finske børsforetagende og næsten alle banker og forsikringsvirksomheder har sit hovedkontor i Helsinki. Af de største virksomheder i hovedstadsregionen har 58 % sin hjemkommune i Helsinki. Store virksomheder med oprindelse i Helsinki er Elisa, SanomaWSOY, Kesko, Stockmann og HOK-Elanto.
I sammenligning med resten af Finland er Helsinkis økonomi stærkere indenfor de fleste områder. Helsinki ligger afsides i europæisk perspektiv, men dette kompenseres der for ved avanceret kommunikationsteknologi og moderne transportsinfrastruktur. Gennem investeringer i uddannelse er det lykkedes byen at specialisere sig indenfor højteknologiske eksportprodukter, hvor transportomkostningerne ikke er afgørende. Nærheden til det russiske og de baltiske markeder er desuden optimal. I et nationalt perspektiv kan Helsinki betragtes som et knudepunkt for transport, handel og service for landet.
Mange industrianlæg er i årenes løb flyttet væk fra Helsinki, og byen er ikke længere Finlands førende industriby, hvilket ellers var gældende frem til 1950'erne. Mellem 1960 og 1980 halveredes antallet af industriarbejdspladser i Helsinkis bykerne. Dog findes stadig Aker Finnyards værft i Hietalahti, Iittalas porcelænsfabrik i Arabianranta og ABB's fabrik i Pitäjänmäki.
Den offentlige sektor er af ca. samme størrelse som de andre storbyer, men er mindre end de andre nordiske hovedstæder. Indenfor serviceerhvervene dominerer transport og kommunikation.

### Arbejdspladser
I år 2003 var der 375.000 arbejdspladser i Helsinki, hvoraf 60.000 var kommunale og 43.000 statslige. En stor del af helsinkierne er erhvervsaktive: 63 % af 15-74 årige arbejder i forhold til 57,2 % for resten af landet. I sammenligning med det øvrige Finland er der få industriarbejdspladser i Helsinki, men mange arbejdpladser inden for finans og handel. I hovedstadsregionen er der over 68.000 arbejdspladser indenfor informationsteknologi, hvilket er cirka en tredjedel af alle IT-arbejdspladser i landet.
Den største koncentration af arbejdspladser er i centrum, hvor arbejdsgiveren ofte er staten eller byen. Helsinki er selvforsynende, hvad angår arbejdspladser (134 %), hvilket betyder, at mange pendler til Helsinki. Statistikcentralen regner med, at foruden hovedstadsområdets øvrige byer hører 22 andre kommuner til pendlerområdet, som strækker sig 100 kilometer fra Helsinki.

## Arkitektur
Carl Ludvig Engel (1778–1840) fik til opgave af den russiske tsar at tegne Helsinkis nye ansigt som hovedstad i det russiske storfyrstendømme Finland. Han blev i Helsinki på grund af sin unikke opgave, da han valgte at planlægge et nyt centrum helt på egen hånd – en by som senere skulle blive kaldt Nordens hvide stad. Engel tegnede Helsinki i nyklassicistisk stil med brede gader og stenhuse i modsætning til de tidligere lave træhuse. Omdrejningspunktet i Engels stad er Senatstorvet, som omkranses af regeringsbygninger, hovedbygning for Helsinki Universitet samt den store domkirke som færdiggjordes 1852, tolv år efter C.L. Engels død.
Helsinki er måske mere kendt for sit store antal bygninger i jugendstil fra det sene 1800-tal og det tidlige 1900-tal og var kraftigt influeret af Kalevala, som var et meget populært tema i den nationalromantiske kunst. I bydelene Skatudden og Eira findes mange eksempler på bygninger i jugendstil. Jugendstilens fornemmeste udøver i Finland var Eliel Saarinen (1873–1950), hvis arkitektoniske mesterværk var Helsinki jernbanestation.
I Helsinkis findes flere bygninger, som er tegnet af den verdensberømte finske arkitekt Alvar Aalto (1898–1976), som er en af pionererne inden for funktionalismen. Mange af Aaltos værker er både elskede og hadede. Aaltos bygninger som papirfabrikken Ensos hovedkvarter og kongres- og koncerthuset Finlandiahuset har været genstand for megen debat blandt Helsinkis indbyggere.
Siden 1990'erne har området Länsisatama omkring den sydvestlige havn gennnemgået en gennemgribende arkitektonisk forvandling med nybyggede boligområder, nyanlagte parker og kanaler, og renovering af tidligere industribygninger til kulturelle aktiviteter og kontorer. Der bygges og anlægges fortsat i området, og byggeriet forventes først færdigt omkring 2030. 
Et eksempel på den nye arkitektur er Rokkiporkkana ("rockguleroden"), som er en 44 meter lang stærkt orange gang- og cykelbro i industrielt design, der minder om kraner og containere. I det nye område ligger eksempelvis Helsinkis klassiske musikonservatorium Helsingin Konservatorio i en ny bygning og et af Finlands største kulturcentre Kaapelitehdas i en ombygget kabelfabrik, der rummer i alt flere hundrede atelierer, bands, sportsklubber, kunstskoler, dansetrupper, cirkusgrupper, gallerier mv. samt flere museer og restauranter. 

### Kendte bygninger
- Helsinki Domkirke ved Senatstorvet – arkitekt Carl Ludvig Engel.
- Den ortodokse Uspenskijkatedralen på Skatudden.
- Tempelpladsens Kirke
- Lappvikens sygehus – arkitekt Carl Ludvig Engel
- Finlandiahuset ved Tölöviken – arkitekt Alvar Aalto.
- Helsinkis universitets hovedbygning ved Senatstorvet – arkitekt Carl Ludvig Engel.
- Finlands nationalopera ved Tölöviken.
- Olympiastadion
- Sveaborgs fæstning.
- Kiasma – Museet for nutidskunst beliggende ved Mannerheimvägen tæt ved Mannerheimstatyn.
- Riksdagshuset ved Mannerheimvägen.
- Sederholms hus – Helsinkis ældste hus.

## Uddannelse og forskning
I Helsinki er der ni videnskabs- eller kunsthøjskoler (se liste nedenfor). De har sammenlagt over 64.000 studerende, hvilket udgør 36 % af alle studerende i Finland.
Dertil er der seks professionshøjskoler (se liste nedenfor). På professionshøjskolerne studerer over 19.000 studerende, og der udbydes mindst 30 forskellige retninger ved grundstudierne. Almenuddannende voksenskole varetages af voksengymnasier (aftenskoler eller lignende) samt af folkehøjskoler og arbejderinstitutter. Der er ca. 100 pladser på arbejderinstitutskurser i Helsinki.
I byen er der 215 grundskoler, gymnasier eller voksengymnasier, og de har sammenlagt cirka 71.000 elever eller studerende. Af de 215 skoler er 30 svensksprogede. Dertil er der engelske, tyske, franske og russiske skoler. Modersmålundervisning gives på sammenlagt 40 sprog.
Øvrige private uddannelsesinstitutioner i byen er den Kritiske Højskole, som giver uddannelse i de frie kunstarter, og Snellman-højskolen, som udelukkende bygger på Steiner-princippet. Der er desuden et militært anlæg på Sandhamn, hvor et par tusinde aftjener deres værnepligt.

### Universiteter og professionshøjskoler
Der er ni universiteter og seks professionshøjskoler i hovedstadsregionen, disse er:
| Universiteter og højskoler - Helsingin Yliopisto / Helsingfors Universitet - Helsinki University of Technology (TKK), Espoo - Aalto-yliopiston kauppakorkeakoulu / Aalto-universitetets handelshögskola - Svenska Handelshögskolan - Helsinki Højskole for Kunst og Design - Sibelius-Akademiet - Teaterhøjskolen - Kunstakademiet Helsinki - Forsvarshøjskolen |  | Professionshøjskoler - Hagainstitutets professionshøjskole - Helsinki professionshøjskole Stadia - Helsinki professionshøjskole for virksomhedsøkonomi Helia - Helsinki professionshøjskole Diakonia - Espoo-Vantaa tekniske professionshøjskole - Helsinki professionshøjskole Arcada |

## Kultur
Det største historiske museum i Helsinki er Finlands Nationalmuseum, der udstiller en stor historisk samling fra forhistorisk tid og frem til 2000-tallet. Museumsbygningen selv, et nationalromantisk neomiddelalderligt slot, er også en turistattraktion. Et andet stort historisk museum er Helsinki Bymusum, der behandler Helsinki bys 500-årige historie. Helsinki Universitet driver også en række museer inklusive Helsinki Universitetsmuseum "Arppeanum" og Finlands Naturhistoriske Museum.
Finlands Nationalgalleri består af tre museer; Ateneum Kunstmuseum for klassisk finsk kunst, Sinebrychoff Kunstmuseum for klassisk europæisk kunst og Kiasma Kunstmuseum for moderne kunst i en bygning tegnet af arkitektenSteven Holl. Det gamle Ateneum er indrettet i et palads i ny-renæssance-stil, og det er en af byens store historiske bygninger. Alle tre museer er statsejede via Senaatti-kiinteistöt.
Byen Helsinki har også sin egen kunstsamling i form af Helsinki Kunstmuseum (HAM), der primært findes i Tennispalatsi-galleriet. Derudover findes omkring 200 stykker offentlig kunst uden galleriet.
Design Museum er tilegnet udstilling af både finsk og udenlandsk design, inklusive industrielt design, mode og grafisk design. Andre museer inkludere Finlands Militærmuseum, Didrichsen Kunstmuseum, Amos Rex Kunsmuseum og sporvognsmuseet Ratikkamuseo.

### Kulturelle anliggender
Helsinkis måske mest kendte kulturbegivenhed er Helsinki Festival ((finsk) Helsingin juhlaviikot), som afholdes i sensommeren. I mere end to uger bliver der forskellige steder rundt omkring i byen spillet musik samt opført teater og andre kulturelle fremførelser. Kunstens nat er den mest populære del af festugerne, da flere kulturbegivenheder er åbne til midnat eller senere. I 2007 havde Helsinki Festival 264.000 besøgende. Den første festival af denne slags afholdtes i 1968.
Hvert år den 12. juni afholdes Helsinkidagen med adskillige slags underholdning. Dangen kulminerer med Kaivopuisto sommerkoncert.
Tuska Open Air er en stor begivenhed for heavy metalmusik i Skandinavien. År 2006 havde Tuska 33.000 besøgende.
Blandt filmbegivenheder er Raukkautta ja Anarkiaa (Kærlighed og anarki) den vigtigste. Gennem en uge vises film, som aldrig vises eller kommer til at blive vist for det brede publikum på grund af deres særegenhed. DocPoint er en filmfestival, som koncentrerer sig om dokumentarfilm og hører til de vigtigste inden for genren i Finland.
FM i fyrværkeri, også kendt som bombningen af Sveaborg, sker i samarbejde med tv-kanalen Nelonen og løber af stabelen i midten af august halvanden time før midnat. Tidligere blev raketterne skudt af fra Sveaborg, men siden 2006 er det sket fra Ärtholmen i Helsinki. De bedste steder at se forestillingen er Kaivopuisto, Skatuddens strand og Sveaborg. Til denne begivenhed hører også musik, som man kan lytte til ved Kaivopuisto.
Eurovision Song Contest 2007 afholdtes i Helsinki.

### Kultursale
I Helsinki findes mange af de centrale kulturinstitutioner i Finland. For eksempel statens kunstmuseer, Ateneum og Kiasma, Finlands Nationalopera, Finlands Nationalteater og Helsinki Byteater.
Et nyt musikhus er åbnet i 2013. Helsinki Byorkester spiller undertiden i Finlandiahuset sammen med Radioens Symfoniorkester. Store koncerter med populær musik afholdes på Olympiastadion, Hartwall Areena eller i Helsinki Skøjtehal.
Det er 46 biografsale i Helsinki. De største er Tennispaladset og Kinopalatsi. Tennispaladset 1 og Bio Rex er de største sale med plads til cirka 700 personer.
Helsinki har flere kommunale biblioteker. Hovedbiblioteket ligger i Itä-Pasila.
Finlandssvenske kultursale er blandt andet Svenska Teatern og Lilla Teatern.

### Sport
Det største tilbagevendende sportsarrangement i Helsinki er en fodboldturnering for børn og unge med navnet Helsinki Cup som er blevet afholdt siden 1976. Deltagerrekorden blev sat i 2002, hvor 819 hold deltog. Et andet arrangement, som årligt tiltrækker omkring 6.000 deltagere, er Helsinki City Marathon. City Marathon afholdes i august, og ruten følger Helsinki strandlinje. Et stort motionskarneval er Naisten Kymppi (Pigemilen). Som navnet antyder er det et løb kun for kvinder.
Der har været afholdt en række internationale idrætsarangementer i Helsinki, blandt andet de Olympiske sommerlege 1952. VM i atletik holdtes både i 1983 og 2005. EM i atletik holdtes i 1971 og 1994 i Helsinki. VM i ishockey er blevet afholdt i byen hele fem gange i årene 1974, 1982, 1991, 1997 og 2003. Eläintarhanajot (Djurgårdsløbet) var et bil- og motorcykelløb som afholdtes årligt i maj i Helsinki i årene 1932–1963.

#### Sportsklubber
Helsinkis største sportsklub er HIFK (Helsingfors IFK, officielt Idrottsföreningen Kamraterna, Helsingfors rf.) fra 1897, som har over 2.800 medlemmer, og som har hold indenfor sportsgrene som ishockey, bandy, fodbold, bowling, håndbold, floorball og atletik. Indenfor ishockey konkurrerer Jokerit med HIFK om pladsen som den største klub. Jokerits hjemmearena er Hartwall Areena. HJK eller Helsingin Jalkapalloklubi er den mest succesfulde fodboldklub i Finland gennem tiderne. I en lavere division findes ydermere fodboldholdet Ponnistus, som grundlagdes i 1887 og som er et af de ældste hold i Finland, som har fungeret uafbrudt som idrætsforening.
Indenfor basket har flere helsinkihold deltaget på topniveau i Finland: Pantterit, HKT og HNMKY. I sæsonen 2005-06 deltog kun basketholdet Topo i den finske basketliga (Korisliiga) og i kvindernes FM-liga to: Topo og Pantterit. I den finske nationalsport boboll har Helsinkiholdenes deltagelse været skuffende i de senere år men Puna-Mustat har tidligere vundet de finske mesterskaber.
I Helsinki er der ligeledes en række klubber med volleyball: Johanneksen Pojat,vandpolo: HSS, Kuhat, roning: Merimelojat, MaMe, DPK, HeMe, HKK, sejling: HSS, NJK (Finlands næstældste idrætsforening), HSK, Merenkävijät, med flere, håndbold: KIF, Dicken, Bandy: Botnia, HIFK og amerikansk fodbold: Roosters, East City Giants.

#### Rekreationssteder
De fleste rekreationssteder i Helsinki står under idrætsforeningerne, deriblandt idrætshaller og cirka 350 sportsbaner. Der er ni ishaller, af hvilke 3 styres af idrætsforeningen. I Helsinki er der 14 svømmehaller, 2 udendørsbassiner og 20 badestrande, af hvilke Hietsu på Hietaniemi er den mest kendte. Der er fem golfbaner i Helsinki, af hvilke Talis golfplan er hjemmebane for Finlands ældste golfklub Helsinki golfklub, som blev grundlagt i 1932.

## Transport og kommunikation

### Lokaltrafik
Helsinki kollektive trafik har flere år i træk fået en god vurdering i et internationalt perspektiv. Den kollektive trafik i Helsinki styres af Helsingin kaupungin liikennelaitos, (Helsinki bytrafik), mens den regionale bustrafik varetages af Pääkaupunkiseudun yhteistyövaltuuskunta (Hovedstadsregionens samarbejdsdelegation). I centrum varetages den kollektive trafik først og fremmest af sporvejene, mens busser kører længere uden for centrum. I centrum afgår de vestgående busser fra Kamppis nye underjordiske terminal, de nordvestgående fra Elielinaukios terminal, mens nord- og østgående busser afgår fra Rautatientori. De to sidstnævnte er på hver sin side af Helsinki jernbanestation. Helsinki Metro fører passagererne østerud fra centrum.
Desuden transporterer Suomenlinnafærgen passagerer til Suomenlinna på samme billet som den øvrige kollektivtrafik.

### Lufthavne
Helsinki-Vantaan lentoasema lufthavn håndterer den internationale og nationale flytrafik til og fra Helsinki. Lufthavnsbusser afgår fra busholdepladsen ved Elielinaukio uden for jernbanestationen.
Helsinki-Malmi lufthavn bliver blandt andet anvendt til skoleflyvning, mindre fly og af hobbyflyvere.
Der findes også en helikopterlufthavn i Länsisatama med afgange til Tallinn.

### Havne
Helsinki er Finlands førende søfartsby med flere havne, der benyttes af flere rederier, blandt andre Silja Line, Tallink, Viking Line samt krydstogtsskibe. For tiden bygges en ny storhavn i Vuosaari, hvorfra al godstrafik skal varetages fra 2008. Dette kommer sandsynligvis til at betyde, at Länsisatama og Sompasaari må give afkald på boliger til sammenlagt 30.000 personer. Passagertrafikken kommer end dog til at forblive i Länsisatama og ved Olympiakajen i Eteläsatama.
- Eteläsatama, færgen til Suomenlinna og Sverigebådene til Stockholm fra Olympiaterminalen og Skatuddens terminal
- Länsisatama, bådforbindelse med Tallinn
- Sompasaari, containertrafik og bådforbindelse med Travemünde og Rostock
- Vuosaaren satama, godshavn, åbner i 2008

### Jernbaner
Alle større byer i Finland har jernbaneforbindelser til Helsinki, og til blandt andet Turku og Tampere er der afgange mindst én gang i timen. Også hurtige, internationale tog kører til Helsinki fra Sankt Petersborg og Moskva med nogle ture per dag. Alle fjerntog standser ved Helsinki Hovedbanegård, som er endestation, og ved Pasila Station.
Der findes en omfattende s-togstrafik fra Helsinkis omegn til centrum. På de såkaldte bybaner (adskilte spor for lokaltrafik), som i dag er udbyggede til Leppävaara, Vantaankoski og Kerava, afgår tog i myldretiden med 10 minutters intervaller. De længere ruter køres med 15 til 30 minutters intervaller.
Lokaltrafikken går fra og til:
- Stambanen: Helsinki – Tikkurila (16 km) – Kerava (29 km) – Riihimäki (71 km)
- Kystbanen: Helsinki – Leppävaara (11 km) – Espoo (20 km) – Kyrkslätt (38 km) – Karis (87 km)
- Vantaankoskibanen: Helsinki – Vantaankoski (15 km)

### Veje
Helsinkiregionens netværk af hovedveje er meget enkelt opbygget; der er otte udfaldsveje og tre ringveje. Eftersom Helsinki ligger ved kysten, går ringvejene kun i halvcirkler. Mange firmaer anvender enkle skemaer over dette vejsystem med otte streger (udfaldsvejene), to halvcirkler (Ring I og III) og en fjerdedelscirkel (Ring II), når de informerer deres kunder om, hvor de er beliggende.

## Turisme og rekreation
Helsinki, som ligger ved kysten, har mange kilometer strandlinje, og det meste af centrum ligger nær vandet. Mange sightseeingfærger udgår fra Helsinkis havn, og der er dermed basis for gode udflugter.
Mange af Helsinkis attraktioner er også relaterede til havet. Sveaborg, som er med på UNESCOs verdensarvsliste, blev påbegyndt i 1700-tallet, og mange af øernes 250 bygninger og fæstningsværker er blevet renoveret, et nyt besøgscentrum er blevet bygget for at kunne vise Sveaborgs skiftende bebyggelse.
På solrige dage er det populært at tilbringe tid på stranden Hietsu, Helsinkis største strand, som er beliggende nær centrum i Töölö bagved Hietaniemis kendte kirkegård. I vintertiden, når det er mørkt næsten døgnet rundt, lyses den klassiske Aleksanterinkatus julegade op af lyssætning. Når det er tilstrækkeligt koldt, er det kutyme for helsinkiborgerne at tage en forsigtig gå- eller skøjtetur over den frosne is.

## Kendte personer fra Helsinki
- Kirill Babitzin – musiker
- Ragnar Granit – nobelprismodtager
- Tarja Halonen – Finlands tidligere præsident
- Eirik Hornborg – historiker
- Tove Jansson – forfatter og skaberen af Mumitroldene
- Lill Lindfors – sangerinde
- Adolf Erik Nordenskiöld – videnskabsmand
- Esa-Pekka Salonen – dirigent og komponist
- Helene Schjerfbeck – kunstner
- Linus Torvalds – skaberen af Linux
- Ville Valo – musiker
- Mika Waltari – forfatter
- Artturi Ilmari Virtanen – nobelprismodtager